# 조아킹 핀투
조아킹 핀투(포르투갈어: Joaquim Pinto, 1957년 6월 20일–)는 포르투갈의 영화 감독, 제작자이다.

## 작품 활동
- 1987년 《Uma Pedra no Bolso》
- 1989년 《Onde Bate o Sol》
- 1992년 《Das Tripas Coração》
- 1993년 《Para Cá dos Montes》
- 1996년 《Surfavela》
- 1997년 《Moleque de Rua》
- 1998년 《Com Cuspe e Com Jeito Se Bota no Cu do Sujeito》
- 1999년 《Cidade Velha》
- 2003년 《Rabo de Peixe》
- 2007년 《Porca Miséria》
- 2007년 《Sol Menor》
- 2013년 《왓 나우? 리마인드 미》
- 2013년 《O Novo Testamento de Jesus Cristo Segundo João》
- 2013년 《Fim de Citação》
- 2015년 《피쉬 테일》